# Révolutions (Donjon)
Révolutions est le sixième album publié dans la série Donjon Crépuscule de la Saga Donjon, numéroté 106, dessiné par Obion, qui remplace le duo Kerascoët, écrit par Lewis Trondheim et Joann Sfar, mis en couleur par Walter et publié en juin 2009,,.